# Cannabis en Islande
La consommation de cannabis en Islande est illégale même en petite quantité. Sa possession, sa vente, son transport ainsi que sa culture peuvent entrainer de la prison. La possession n’est pas toujours punie de prison ; elle peut entrainer de fortes amendes.